# Liste der Monuments historiques in Locqueltas
Die Liste der Monuments historiques in Locqueltas führt die Monuments historiques in der französischen Gemeinde Locqueltas auf.

## Liste der Bauwerke
| Bezeichnung               | Beschreibung | Standort                  | Kennzeichnung | Schutzstatus | Datum | Bild |
| ------------------------- | ------------ | ------------------------- | ------------- | ------------ | ----- | ---- |
| Calvaire auf dem Friedhof |              | Chemin du Calvaire (Lage) | PA00091406    | Inscrit      | 1927  |      |
| Wegekreuz                 |              | Route de Bignan (Lage)    | PA00091407    | Inscrit      | 1937  |      |

## Liste der Objekte
- Monuments historiques (Objekte) in Locqueltas in der Base Palissy des französischen Kultusministeriums